# Zotero
Zotero je svobodný citační manažer, původně v podobě rozšíření do prohlížeče Mozilla Firefox, od verze 3 také jako samostatná aplikace s možností propojení s jinými prohlížeči. Umožňuje ukládat a spravovat dokumenty získané z webových stránek i jiných zdrojů. Z dokumentů jsou automaticky získávány metainformace (o autorech, rozsahu, vydavateli apod.), je možno přidávat také vlastní poznámky a údaje. Tyto metainformace lze poté exportovat jako bibliografické citace, a to v různých formátech (například BibTeX, ISO 690 a citačních šablon Wikipedie). Kromě metainformací umí Zotero uložit automaticky i plné texty článků z plnotextových databází.
Verze 2.0, zveřejněná 18. února 2010, nově obsahuje možnost synchronizace uložených dat mezi více počítači a jejich zálohu na servery Zotera, automatické rozpoznávání metadat souborů PDF, formátování poznámek a další vlastnosti.
Od verze 3.0 je Zotero k dispozici také jako samostatná aplikace, kterou je možné propojit s prohlížeči Google Chrome a Safari.